# Srbice (Teplicei járás)
Srbice település Csehországban, Teplicei járásban. Srbice Modlany, Krupka és Teplice településekkel határos. Lakosainak száma 492 fő (2024. január 1.).

## Népesség
A település lakosságának változását az alábbi diagram mutatja:
| Lakosok száma | 237  | 533  | 512  | 386  | 351  | 243  | 386  | 438  | 461  | 492  |
|               | 1869 | 1890 | 1921 | 1950 | 1980 | 2001 | 2017 | 2019 | 2022 | 2024 |